# フラワーコミュニティ放送
株式会社フラワーコミュニティ放送（フラワーコミュニティほうそう）は、埼玉県鴻巣市の一部地域を放送区域として超短波放送（FM放送）を営む特定地上基幹放送事業者である。フラワーラジオの愛称でコミュニティ放送を行っている。開局当初の社名はエフエムこうのすであったが、当初からフラワーラジオという愛称であった。当初、まだアナログ放送が存在していたため、出力は5Wであった。

## 概要
コミュニティ放送事業の以外にテレビ番組製作、ビデオ・DVD製作、イベント事業など多角化した経営を行っている。
2005年（平成17年）4月1日からSimulRadioに加盟。 

## 可聴範囲
鴻巣市、北本市、吉見町。また、桶川市・久喜市・川島町・東松山市・行田市・羽生市のそれぞれ一部地域でも主に室外アンテナやカーラジオで聴取可能。

## 主な番組
- コスモアリーナ吹上館長 YAMAYUKAのお家エクササイズ（平日 7:45 - 8:00）
- FLOWER RADIO Ante Meridian（平日 8:00 - 12:00）
- FLOWER RADIO Post Meridian（平日 15:00 - 19:00）
- FLOWER RADIO Meridian（土・日 12:00 - 15:00）
- LoveRingsのbreath&harmony（月 20:00 - 21:00）
- クラシックの散歩道（月 22:00 - 24:00）
- はるかひとみのふるこねくと!チャンネル（月 24:00 - 25:00）
- RADIO尚美（火 20:00 - 21:00）
- こうのすオペラジオ（火 22:00 - 23:00）
- 谷介のアコースティックボンバー（火 23:00 - 24:00）
- ムクムク菩薩への道（水 19:00 - 20:00）
- I（ラブ）ときめき（水 20:00 - 21:00）
- Re:OKTの歌ってシャベリンガル（水 21:00 - 22:00）
- 吉田智輝のフラワーサミット（水 24:00 - 25:00）
- KENTOPラジオ（木 20:00 - 20:30）
- CHERRY LANEのアコギ天国（木 22:30 - 24:00）
- モテないラジオ（木 24:00 - 25:00）
- スペースファーマーズ ファンクルナイサー（金 19:00 - 20:00）
- サウンズクロスの3チャンネル（金 22:00 - 23:00）
- 藤代晃央 夜の果てまで（金 23:00 - 24:00）
- ほっと一息しませんか?（土 20:00 - 21:00）
- ATSUKOのR指定（土 25:00 - 26:00）
- さくまひできの歌ラジ（日 21:00 - 22:00）
- Dogilggy West&East hiphop（日 24:30 - 25:00）